# Chapelle Notre-Dame-des-Bonnes-Œuvres-et-des-Sept-Dormants
La chapelle Notre-Dame-des-Bonnes-Œuvres-et-des-Sept-Dormants est une chapelle décultualisée située place Saint-Barbe à Autun (Saône-et-Loire) en France. Elle est fondée en 1873 dans l'ancien réfectoire du Chapitre, daté du XIIe siècle. Abandonnée au cours des années 1960, elle abrite depuis les années 2000 un espace culturel.
L'édifice est classé au titre des monuments historiques au sein du groupe cathédral et canonial.

## Histoire

### Réfectoire du Chapitre
La première attestation du groupe canonial remonte au IVe siècle. Le réfectoire du Chapitre, adjacent au presbytère, semble avoir été édifié au XIIe siècle, mais aucun document à propos de sa construction et de ses transformations n'est connu.
La première mention du bâtiment remonte aux États de Bourgogne de 1763, lorsque l'intendant de province Villeneuve donne l'ordre d'édifier une salle de spectacles à Autun, qui manquait à la ville. Le maire et les échevins, par l'entremise du comte de La Guiche, requièrent au Chapitre de pouvoir utiliser ce qui est alors leur ancien réfectoire. La transformation, réalisée sur les plans de Le Jolivet, ne dure qu'un an et coûte plus de 4 000 livres.
Seulement, le Chapitre demande la destruction de la salle un an après sa transformation afin de pouvoir réutiliser le bâtiment. Il conclut un accord avec le maire afin de pouvoir reprendre le bâtiment dès qu'une nouvelle salle sera érigée. Ce n'est qu'en 1779, après plusieurs retards, qu'un nouvel édifice conçu spécifiquement pour des spectacles voit le jour — à l'emplacement de l'actuel théâtre, place du Champ-de-Mars.

### Transformation en chapelle
À la Révolution, les bâtiments capitulaires sont venus comme bien national. À la fin des années 1860, l'ancien réfectoire accueille des logements, qui sont dans un état misérable d'après le contemporain Harold de Fontenay. Il est acquis en 1870 par le curé de la cathédrale, l'abbé Pompanon, qui le fait aménager en chapelle trois ans plus tard afin d'accueillir le catéchisme, ainsi que les réunions des associations pieuses. La chapelle est érigée dans un style néogothique par l'architecte autunois Jean Roidot-Houdaille et est placée sous le vocable de Notre-Dame des Bonnes-Œuvres.
En 1875, les éléments de l'ancien réfectoire sont classés au titre des monuments historiques au sein du groupe cathédral et canonial. Ce classement est prolongé en 2017 à la totalité du bâtiment, comme pour l'ensemble du groupe cathédral.

### Lieu d'exposition et d'art
Abandonné au cours des années 1960, l'édifice est acquis en 2009 par Marie-Luce et Jérôme Lequime, qui le transforment en un espace culturel d'art contemporain. Après plusieurs représentations, il est inauguré en 2013. Dès son acquisition, ses nouveaux propriétaires ajoutent au vocable de la chapelle, décultualisée, les Sept Dormants d'Éphèse. Hommage à l'islamologue catholique Louis Massignon, la référence à cette croyance similaire aux religions chrétienne et islamique symbolise la volonté de faciliter les rencontres inter-culturelles au sein du lieu.
L'Association des amis de la chapelle organise des spectacles, expositions, ainsi que des « rencontres éthiques » à partir de 2018 avec des personnalités littéraires. Une première biennale d'arts sacrés contemporains est organisée en 2017 dans plusieurs lieux de la ville et est reconduite en 2019 puis en 2021.